# Sphex
Sphex is een geslacht van vliesvleugelige insecten van de familie Langsteelgraafwespen (Sphecidae).

## Soorten
- S. atropilosus Kohl, 1885
- S. flavipennis Fabricius, 1793
- S. funerarius Gussakovskij, 1934
- S. leuconotus Brullé, 1833
- S. pruinosus Germar, 1817